# Schloss Moyland Golfresort Classic
De Schloss Moyland Golfresort Classic is een golftoernooi van de EPD Tour. Het toernooi wordt gespeeld op de baan van Schloss Moyland Golfresort.
De eerste editie was in 2011. Het toernooi eindigde in een play-off waarbij amateur Sebastian Heisele op de derde extra hole Christoph Günther versloeg. De titel ging naar de amateur, het prijzengeld naar de professional. Heisele was daarmee de tweede amateur die op de EPD won, de eerste was Martin Kaymer. Nadat hij in december 2011 afstudeerde in Colorado werd hij professional.
Het prijzengeld van de EPD-toernooien is € 30.000 waarvan de beste professional € 5.000 krijgt.

## Winnaars
| Jaar | Winnaar                     | Score | Score | Info              |
| ---- | --------------------------- | ----- | ----- | ----------------- |
| 2011 | & Sebastian Heisele po (Am) | 211   | -2    | volledige uitslag |
| 2012 | Yannick Gumowski (Am)       | 208   | -8    | volledige uitslag |

## Trivia
- In 2012 eindigden de beste Nederlander en de beste Belg samen op de 9de plaats: Floris de Haas en Hugues Joannes